# Tebulosmta
Tebulosmta (čečensky Тулой-лам, Tuloy-Lam nebo Tiebuolt-Lam, gruzínsky ტებულოს მთა, Tebulos mta, rusky Тебулосмта) je s nadmořskou výškou 4492 m nejvyšší hora Východního Kavkazu a nejvyšší hora Čečenska. Nachází se na Tebuloském hřbetu, jednom z bočních hřebenů Velkého Kavkazu, na hranici Čečenska a Gruzie, mezi řekami Andijské Kojsu a Argun.
Vrchol hory pokrývá věčný sníh. Úbočí hory jsou zaledněna malými ledovci.